# Bursa ranelloides
Bursa ranelloides là một loài ốc biển, là động vật thân mềm chân bụng sống ở biển trong họ Bursidae.

## Miêu tả
The maximum recorded shell length của Bursa ranelloides tenuisculpta is 75 mm.

## Môi trường sống
Minimum recorded depth của Bursa ranelloides tenuisculpta is 30 m. Độ sâu lớn nhất ghi nhận được là 250 m.